# Bryan Beeson
Bryan Beeson, né le 26 juillet 1960 au Northumberland, est un joueur professionnel de squash représentant l'Angleterre. Il atteint en juillet 1990 la onzième place mondiale sur le circuit international, son meilleur classement.

## Palmarès

### Titres
- Championnats britanniques : 1986
- Championnats d'Europe par équipes : 6 titres (1985-1990)

### Finales
- Championnats britanniques : 2 finales (1984, 1989)